# Laurent Bezault
Laurent Bezault (Boulogne-Billancourt, 8 maart 1966) is een Frans voormalig wielrenner, die beroeps was tussen 1988 en 1994.

## Wielerloopbaan
In 1988 won Bezault de amateureditie van Parijs-Roubaix. Het jaar daarop ging Bezault over naar de profs. In Parijs-Nice was hij één dag leider, werd dat jaar vijfde in het Internationaal Wegcriterium en eveneens vijfde in de Dauphiné Libéré.
In 1990 botste Bezault in de eerste rit van de Ronde van de Oise tegen een auto op die uit tegenovergestelde richting kwam en vloog door de voorruit. Hij lag een tijdlang in coma, maar kwam een jaar later toch weer terug. Bezault zou echter nooit meer helemaal zijn oude niveau halen en stopte in 1994. Hij keerde terug in de wielerwereld als lid van de Société du Tour de France.

## Belangrijke overwinningen
1988
Nationaal kampioenschap op de weg, ploegentijdrit, amateurs (+ Jacky Durand, Thierry Laurent, Pascal Lino)
Eindklassement Boucles de la Mayenne
1989
Ronde van de Vendée
1993
Duo Normand (met Chris Boardman)

## Resultaten in voornaamste wedstrijden
| Jaar | Ronde van Italië | Ronde van Frankrijk | Ronde van Spanje |
| ---- | ---------------- | ------------------- | ---------------- |
| 1988 |                  |                     |                  |
| 1989 |                  | 43e                 |                  |
| 1992 | 53e              |                     |                  |
| 1993 | opgave           |                     |                  |

| Jaar | Milaan-San Remo | Luik-Bast.‑Luik | Ronde van Lombardije | Bretagne Classic |
| ---- | --------------- | --------------- | -------------------- | ---------------- |
| 1988 |                 |                 |                      | 4e               |
| 1989 | 70e             | 68e             |                      |                  |
| 1992 |                 |                 |                      |                  |
| 1993 |                 |                 | 41e                  | 20e              |